# 斯卡利諾峰

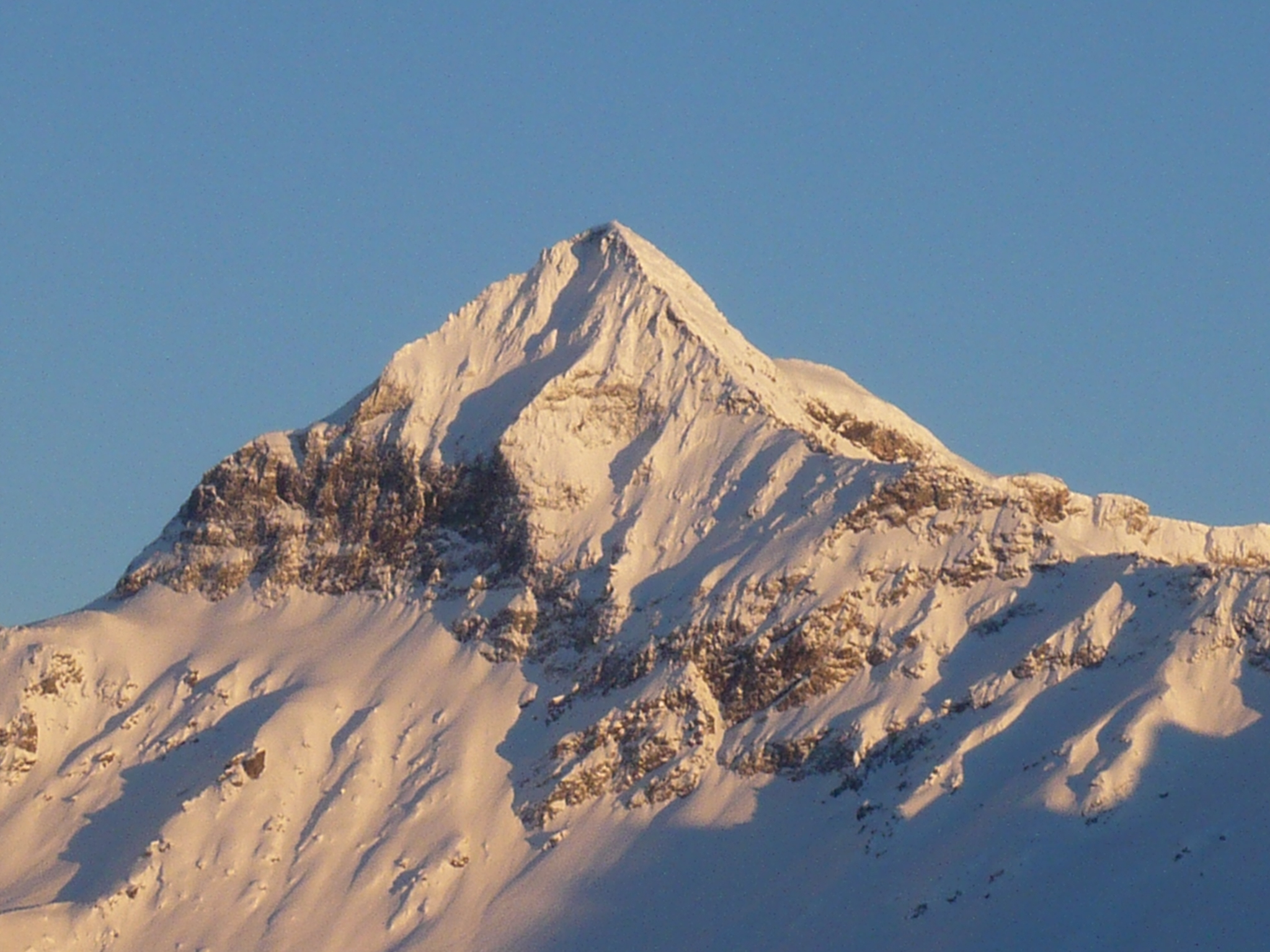

46°16′44″N 9°58′25″E / 46.27889°N 9.97361°E
斯卡利諾峰（義大利語：Pizzo Scalino），是意大利的山峰，位於該國北部，由倫巴第大區負責管轄，屬於貝爾尼納山脈的一部分，海拔高度3,323米，每年平均降雨量1,386毫米。